# Centong
Centong is een bestuurslaag in het regentschap Mojokerto van de provincie Oost-Java, Indonesië. Centong telt 4340 inwoners (volkstelling 2010).